# Prästeståndets ledamöter vid riksdagen 1847–1848
Vid riksdagen 1847–1848 ingick följande ledamöter i prästeståndet.
Biskoparna och pastor primarius i Stockholm var självskrivna, medan övriga präster utsågs för respektive stift. Prästerskapet i Stockholms stad utsåg egna företrädare. Därtill skulle universiteten samt Vetenskapsakademien utse riksdagsmän, vilka skulle ingå i prästerskapet i dess egenskap av det lärda ståndet. Uppsala och Lunds universitet skulle utse vardera minst en, högst två riksdagsmän, som skulle vara "Profeßor från de werldslige Faculteterna", medan Vetenskapsakademien skulle utse två "Ofrälse Civile Ledamöter" som riksdagsmän.
Stiften förtecknas i den ordning de anges i prästeståndets protokoll.

### Uppsala ärkestift
- Ärkebiskop Carl Fredrik af Wingård
- Lars Olof Berg
- Carl Fredrik Björkman
- Johan Erik Forssell
- Daniel Hallén
- Henrik Gerhard Lindgren
- Emanuel Schram

### Linköpings stift
- Biskop Johan Jacob Hedrén
- Anders Jacob Broman
- Anders Jacob Danielsson Cnattingius
- Jonas Janzon
- Lars Laurenius
- Christian Stenhammar
- Johan Haqvin Wallman

### Skara stift
- Biskop Johan Albert Butsch
- Per Olof Carlander
- Sven Lundblad
- Anders Setterblad
- Bernhard Stabeck

### Strängnäs stift
- Biskop Hans Olof Holmström
- Thure Annerstedt
- Johan Daniel Gellerstedt
- Wilhelm Gumælius
- Johan Jacob Nibelius

### Västerås stift
- Biskop Gustaf Nibelius
- Axel Eurén
- Samuel Lorentz Ljungdahl
- Isak Norström
- Carl Gustaf Odelberg
- Johan Paul Immanuel Tellbom

### Växjö stift
- Biskop Christopher Isac Heurlin
- Anders Gustaf Ahlstrand
- Nils Lindgren
- Anders Melander

### Lunds stift
- Biskop Wilhelm Faxe (frånvarande)
- Christian Gissel Berlin
- Lars Grönvall
- Henrik Reuterdahl
- Johan Henrik Thomander

### Göteborgs stift
- Biskop Anders Bruhn
- Karl Erik Lindberg (från 12/1 1848)[3]
- Justus Osterman
- Anders Peter Tranéus

### Kalmar stift
- Biskop Anders Carlsson af Kullberg (frånvarande)
- Johan Israel Melén
- Anders Sandberg

### Karlstads stift
- Biskop Carl Adolph Agardh
- Olof Arrhenius
- Lars Schagerberg
- Olof Hildebrand Schröder

### Härnösands stift
- Biskop Israel Bergman (från 26/4 1848)[4]
- Anders Abraham Grafström
- Anders Sidner
- Adolf Säve

### Visby stift
- Biskop Carl Erik Hallström
- Mattias Klintberg
- Henrik Lyth

### Stockholms stad
- Pastor primarius Abraham Zacharias Pettersson
- Mårten Christoffer Bergvall
- Erik Delin
- Josef Wallin

### Uppsala universitet
- Elias Fries

### Lunds universitet
- Paulus Genberg (till 8/4 1848)[5]
  - Mortimer Agardh (från 15/5 1848)

### Vetenskapsakademien
- Nils Haqvin Selander
- Peter Fredrik Wahlberg